# 1617
Cette page concerne l'année 1617  du calendrier grégorien.
L'année 1617 est une année commune qui commence un dimanche.

## Événements
- Printemps, Nouvelle-Néerlande : traité de Tawasentha, près d'Albany[1]. Comptoir hollandais à Manhattan[2].
- 17 mai, Angola : création du port de Benguela par le Portugais Manuel Cerveira Pereira[3]. Les Portugais ne pénètrent à l’intérieur des terres, occupées par les Ovimbundus, que vers la fin du siècle (1685)[4].

- 14 juin, Canada[5] : arrivée avec Champlain de Louis Hébert, premier agriculteur de la colonie du Québec et de son épouse, Marie Rollet, ainsi que leurs trois enfants, « le véritable père du peuple québécois », qui devient ensuite procureur du roi. Apparemment, Louis Hébert avait visité la Nouvelle-France en 1604 et 1613 avant de décider de s’y établir.

- 12 novembre : arrivée de la seconde expédition de Walter Raleigh en Guyane[6]. Il entre en conflit avec une colonie espagnole et doit se rembarquer (1618). Il sera décapité l’année de son retour en vertu d’une sentence prononcée contre lui treize ans auparavant.
- 22 novembre : début du premier sultanat ottoman de Mustafa Ier, dit l’Idiot (fin en 1618)[7].

- 16 décembre : Buenos Aires et le Río de la Plata sont séparés du Paraguay[8].

- Les Hollandais achètent l'île de Gorée au roi du Cayor (fin en 1677)[9].

- Les colons de Virginie expédient le premier chargement important de tabac à destination de l’Angleterre[10].
- Introduction en Virginie de l’indenture, contrat de servitude temporaire, par lequel un homme s’engage à travailler pour une durée limitée sur les terres d’un colon en échange de son voyage et de l’obtention d’une terre en pleine propriété au terme du contrat[11]. Le contrat se généralise au point de concerner un tiers de la population de Nouvelle-Angleterre. Ces serviteurs sous contrats, hommes et femmes, voyagent dans des conditions effroyables et sont vendus à leur arrivée comme des esclaves.

### Europe
- 5 janvier, Whitehall : George Villiers est nommé comte de Buckingham. En février, il entre au conseil privé. Son influence devient prépondérante à la cour d’Angleterre[12].
- 24 janvier[13] : statuts d’Örebro. Les prérogatives de la Diète suédoise (Riksdag) sont définies : elle est composée de quatre ordres (clergé, noblesse, bourgeois, paysans). Ses décisions deviennent nécessaires pour établir des lois nouvelles, déclarer la guerre, faire la paix, lever des impôts ou des troupes[14]. La Diète ordonne aux catholiques de quitter le pays sous trois mois et décide que toute conversion au catholicisme serait punie de mort comme trahison d’État[15]. L’ordonnance d’Örebro interdit aux étudiants suédois de suivre des cours dans les universités polonaises.
- 27 février : le traité de Stolbovo (ou Paix de Stolbowa) négociée par Axel Oxenstierna met fin à la guerre d'Ingrie entre la Russie et la Suède[16]. Il confirme à la Suède la possession de l’Estonie, ajoute l’Ingrie, la Carélie (sauf Ladoga) et la rivière Neva. La Suède restitue Novgorod, mais la Russie est coupée de tout accès direct à la Baltique et doit verser une indemnité de guerre. Liberté de commerce réciproque.
- 20 mars : traité d'Oñate[17]. Philippe III d'Espagne obtient la cession de l’Alsace en échange de sa renonciation à l’empire (ce traité ne sera pas appliqué). Oñate, ambassadeur d’Espagne à Vienne, conseille l’empereur Matthias Ier.

- Mars, guerre de Gradisca : les Vénitiens assiègent de nouveau Gradisca[18].

- 6 avril : départ de Varsovie d'une expédition du prince héritier de Pologne Ladislas Vasa et de l'hetman Chodkiewicz contre Moscou. C'est un échec conclu le 11 décembre 1618 par le traité de Deulino[19].
- 24 avril : assassinat de Concino Concini[20].
- 9 juin : Ferdinand II de Styrie est élu roi de Bohême[21]. Catholique convaincu, disciple des jésuites, il devient le bras séculier de la Contre-Réforme, ce qui déclenchera la guerre de Trente Ans. Élu roi de Bohême par surprise, il quitte Prague, transfère la chancellerie de Bohême à Vienne et ne laisse à Prague qu’une régence de dix lieutenants.
- 29 juin : couronnement de Ferdinand II comme roi de Bohême à la cathédrale Saint Guy à Prague[22].

- 4 août : sur la proposition du Grand-pensionnaire Johan van Oldenbarnevelt, les États généraux des Provinces-Unies promulguent un décret en conformité donnant à la province de Hollande le pouvoir de lever des troupes pour réprimer la sédition entrainée par la querelle théologique entre gomaristes (calvinistes orthodoxes) et arminiens (tolérants, donc considérés comme pro-catholiques et pro-espagnols). La crise religieuse dégénère en crise politique opposant van Oldenbarnevelt et le Stathouder Maurice de Nassau, qui prend le parti des Gomaristes. Elle se termine par le synode de Dordrecht et l’exécution de van Oldenbarnevelt à l’âge de 72 ans (13 mai 1619). Le pensionnaire de Rotterdam, Hugo de Groot (Grotius), compromis, doit s’exiler en France[23].
- 6 septembre : traité signé à Paris entre Venise et l'archiduc d'Autriche Ferdinand de Habsbourg, ratifié à Madrid le 26 septembre, qui met fin à la guerre de Gradisca ou guerre des Uscoques[24].
- 13 septembre-9 octobre : traité de Pavie conclu entre l’ambassadeur de France, Béthune et Don Pedro de Tolède, capitaine général du roi d’Espagne pour régler les différends entre la Savoie et Mantoue. Verceil, occupé par les Espagnols est restituée au duc de Mantoue[25].
- 26 septembre : paix de Busza sur le Dniestr entre l'empire ottoman et la république des Deux Nations (Stanisław Żółkiewski) ; La Pologne renonce à la suzeraineté sur la Moldavie et la Valachie[19].
- 12 octobre : couronnement de Gustave II Adolphe de Suède comme roi de Suède à Uppsala[26].
- 29 octobre : Ladislas Vasa est reconnu comme tsar à Viazma[19].
- 20 novembre : victoire navale espagnole sur Venise à la bataille de Raguse[27].

- Sècheresse en Espagne (Valladolid, Valence)[28].

## Naissances en 1617
- 21 octobre : Lobsang Gyatso, 5e dalaï-lama du Tibet († 1682).
- 6 novembre: Léopold de Médicis, cardinal italien († 10 novembre 1675).
- 7 décembre : Evaristo Baschenis, peintre baroque italien de l’école vénitienne († 16 mars 1677).
- 31 décembre : Bartolomé Esteban Murillo, peintre espagnol († 3 avril 1682).
- Date précise inconnue :
  - Gerard ter Borch, peintre de genre et de portraits néerlandais († 8 décembre 1681).
  - Jan Goedart, peintre néerlandais († 1668).
  - Emanuel de Witte, peintre néerlandais († 1692).

## Décès en 1617
- 1er janvier : Hendrik Goltzius, dessinateur, peintre et graveur néerlandais (° janvier ou février 1558).
- 6 janvier : Dorothée de Danemark, fille de Christian III de Danemark et de Dorothée de Saxe-Lauenbourg, régente durant la minorité de son fils Georges de Brunswick-Calenberg (° 29 juin 1546).
- 16 janvier : Wolf Dietrich de Raitenau, prince-archevêque de Salzbourg (° 26 mars 1559).
- 17 janvier :
  - Pieter Bockenberg, historiographe néerlandais (° 25 décembre 1548).
  - Fausto Veranzio, polymathe et évêque de la république de Venise (° vers 1551).
- 28 janvier : Charles II de Münsterberg-Œls, duc d'Oels, de Bernstadt et de Münsterberg, comte de Glatz, gouverneur de Silésie pour les empereurs Rodolphe II et Matthias (° 15 avril 1545).

- 4 février[29] : Lodewijk Elzevir, libraire et imprimeur (Louvain, v. 1540 - Leyde, 1617).
- 6 février : Prospero Alpini, botaniste italien (° 23 novembre 1553).
- 8 février : Edward Talbot, 8e comte de Shrewsbury et 8e comte de Waterford (° 25 février 1561).
- 11 février : Giovanni Antonio Magini, astronome, astrologue, cartographe, mathématicien et universitaire italien (° 13 juin 1555).
- 19 février : Philips Numan, historien, poète, greffier et secrétaire de Bruxelles (° vers 1550).
- 27 février : Bernardo de Brito, historien portugais (° 20 août 1569).

- 20 mars : François d'Aguilon, prêtre jésuite, mathématicien, physicien, maître en optique et architecte brabançon d'origine espagnole (° 15 janvier 1567).
- 21 mars : Pocahontas, princesse amérindienne et figure célèbre d'un des premiers mythes nord-américains (° vers 1595).

- 4 avril : John Neper (John Napier), mathématicien écossais, découvreur des logarithmes népériens (° 1550).
- 5 avril : Alonso Lobo, compositeur espagnol (° vers 1555).
- 8 avril : Théodore Marcile, humaniste français  d'origine néerlandaise[30] (° 1548).
- 11 avril : Jobst Harrich, peintre allemand (° 30 septembre 1579).
- 24 avril : Concino Concini, maréchal de France et marquis d’Ancre, baron de Lésigny, comte de Penna (° 23 novembre 1569).
- 28 avril[31] : Antoine Loysel, célèbre jurisconsulte français, élève de Cujas (° 16 février 1536).

- 7 mai :
  - David Fabricius, théologien allemand (° 9 mars 1564).
  - Jacques-Auguste de Thou, magistrat, historien, écrivain, bibliophile et homme politique français (° 8 octobre 1553).
- 11 mai : Jean Chapeaville, théologien et historien liégeois (° 5 janvier 1551).

- 1er juin : Alfonso Navarrete, prêtre dominicain espagnol (° 21 septembre 1571).
- 2 juin : Christoph Brouwer, prêtre jésuite, historien ecclésiastique et hagiographe des Pays-Bas (° 10 novembre 1559).
- 12 juin : Pierre Bonhomme, compositeur belge (° vers 1555).
- 15 juin : Maurice Bressieu, mathématicien et humaniste français (° vers 1546).
- 23 juin : Giovanni Botero, dit Benisius, écrivain mercantiliste italien (° 1544).
- 24 juin : Bonifazio Caetani, cardinal italien (° 1567).
- 27 juin : Jérôme Xavier, prêtre jésuite espagnol, missionnaire en Inde du Nord (° 1549).
- 29 juin : Jean Moreau, chanoine de Cornouaille (° vers 1552).

- 8 juillet : Léonora Dori, confidente et dame d'atours de Marie de Médicis (° 19 mai 1568).
- 13 juillet : Adam Venceslas de Cieszyn, prince de la dynastie Piast (° 12 décembre 1574).
- 18 juillet : Dorothée-Marie d'Anhalt, membre de la Maison d'Ascanie, princesse d'Anhalt et duchesse de Saxe-Weimar (° 2 juillet 1574).

- 1er août : Pieter Pauw, botaniste et médecin néerlandais (° 2 août 1564).
- 2 août : Naitō Kiyotsugu, commandant militaire et daimyo de la période Azuchi-Momoyama au début de la période Edo (° 1577).
- 8 août :
  - Tarquinia Molza, compositrice, musicienne (chant et viola bastarda), poétesse et naturaliste italienne (° 1er novembre 1542).
  - François Rouxel de Médavy, évêque de Lisieux (° 23 juin 1577).
- 17 août : Giovanni Bassano, compositeur italien (° 1558).
- 30 août : Bernard Gilles Penot, alchimiste français (° 1519)[32].
- 31 août : Jules-Auguste de Brunswick-Wolfenbüttel, prince de Brunswick-Wolfenbüttel et Abbé de l'Abbaye de Michaelstein à Blankenbourg (° 9 février 1578).
- ? août : Christopher Newport, marin anglais (° décembre 1561).

- 9 septembre : François de La Grange d'Arquian, militaire français (° vers 1554).
- 13 septembre :
  - Jules Echter von Mespelbrunn, prince-évêque de Wurtzbourg et duc de Franconie (° 18 mars 1545).
  - Eustache de Refuge, diplomate, homme d'État et écrivain français (° 1564).
- Après le 20 septembre[33] : Louis Finson, dit Finsonius, peintre flamand (° avant 1580).
- 25 septembre :
  - Go-Yōzei, 107e empereur du Japon (° 31 décembre 1572).
  - Francisco Suárez, philosophe et théologien jésuite espagnol  de l'École de Salamanque (° 5 janvier 1548).
- 30 septembre : Charlotte de Sauve, dame d'honneur de la reine Catherine de Médicis (° 26 octobre 1551).

- 2 octobre : Isaac Oliver, peintre miniaturiste anglais d'origine française (° vers 1566).
- 12 octobre : Bernardino Baldi, savant et écrivain italien (° 5 juin 1553).
- 14 octobre : Isaac Arnauld, intendant des finances français (° 1566).
- 19 octobre : David Hœschel, helléniste humaniste allemand (° 8 avril 1556).
- 31 octobre : Alphonse Rodríguez, frère jésuite espagnol, portier au collège de Majorque durant presque toute sa vie (° 25 juillet 1533).

- 12 décembre : Nicolas IV de Neufville de Villeroy, homme d'État français (° 1542).
- 15 décembre : Marie Victoire De Fornari Strata, religieuse italienne (° 1562).

- Date précise inconnue :
  - Cesare Bendinelli, musicien italien (° vers 1542).
  - Giovanni Botero, penseur politique et homme de lettres italien (° 1544).
  - Theodor Canter, critique hollandais (° 1545).
  - Vincenzo Contarini, philologue italien (° 1577).
  - Dragpa Dundrub, reconnu comme 4e Gyaltsab Rinpoché, a reçu la transmission de la lignée du Karmapa et du 5e Shamar Rinpoché (° 1550).
  - Gwak Jae-u, général et patriote coréen originaire de Uiryeong (° 1552).
  - Robert Jones, compositeur et luthiste anglais (° vers 1577).
  - Cristobal Llorens, peintre espagnol (° vers 1553).
  - Maeda Matsu, épouse de Maeda Toshiie, fondateur du domaine de Kaga (° 1547).
  - Nago Ryōhō, aristocrate et fonctionnaire du gouvernement du royaume de Ryūkyū (° 1551).
  - Paul Vredeman de Vries, peintre et dessinateur allemand (° 1567).
  - Saül Wahl, juif polonais, selon une tradition, il aurait été le seul juif à avoir occupé le trône de Pologne (° 1541).